# Aeropuerto Regional Planalto Serrano
El Aeropuerto Regional Planalto Serrano es un aeropuerto público ubicado en el municipio de Correia Pinto, SC, Brasil. Es administrado por la empresa "Infracea".
Debido a la imposibilidad de ampliación del Aeropuerto de Lages, la administración estatal comenzó los estudios para la construcción de un nuevo aeródromo en 1997, con inicios de obras en 2002. El estado de Santa Catarina invirtió 63 millones de reales en la construcción. EL aeropuerto fue inaugurado el 19 de julio de 2020.
En abril de 2022, la aerolínea Azul comenzó a operara en el aeropuerto.